# Poly Styrene: I Am a Cliché
Poly Styrene: I Am a Cliché és un documental fet al 2021 sobre Poly Styrene, la vocalista de X-Ray Spex.

## Sinopsi
A l'estiu del 2021 Rubén Zshc va qualificar I Am a Cliché, el documental biogràfic de la vocalista del grup X-Ray Spex, com a profund i impactant Com explicava el redactor, el film no fica el focus en com era Poly Styrene sinó en la persona que portava el personatge, Marion Elliot. Al documental la filla de l’artista investiga el seu passat per comprendre-la millor.

## Argument
A Qualsevol nit, Anabel Vélaz ens explica com Poly Styrene es mostra al documental com una dona avançada al seu temps, amb una personalitat complexa que pareixia no encaixar en l’ambient hipòcrita i superficial del Londres dels anys 70, on una dona negra i feminista no pareixia tindre lloc, però ella se’l va fer.
Al documental es tracten diversos temes com la identitat, el lloc d'origen o les relacions sentimentals de l'artista. L'argument del documental també inclou el punt de vista de la filla de l'artista. Celeste Bell explica com de complicat va ser créixer amb Polly Styrene com a mare. Una dona que, com explicava la seua filla, no només era una estrella del punk sinó que a més sofria de problemes mentals. Se li va diagnosticar bipolaritat i fou internada per aquest motiu. La delicada situació va fer que a vegades descuidara la seua filla la qual hagué d’acudir a un centre de menors per sobreviure.
Ella explica com li han preguntas al llarg de la seua vida si fou una bona mare, al que no sabia mai què respondre. Al film es descriu com de petita només desitjava tindre una família “normal”. Quan fou adulta va adonar-se’n de que tenia com a mare un referent femení a qui admirar.
El documental és un viatge per endinsar-se i descobrir la vida amb llums i ombres de la cantant.

## Repartiment
Martha Stewart va ser la responsable del càsting de veus.
Va escollir a l'actriu Ruth Negga per donar-li vida a Poly Styrene a través de la seua veu.
Celeste Bell es representa a ella mateixa al documental. És la filla de la protagonista tant a la vida real com al film. El seu punt de vista enriqueix molt la peça audiovisual. Li dona una perspectiva diferent a la història que ja coneixiem. Ens adentra a la vida de la famosa cantant britànica.
Poly Styrene era la vocalista del grup X-Ray Spex, membres del qual també surten al documental. Així ocorre amb la saxofonista Lara Logic. Ella no només aporta informació a nivel musical sinó que també explica al documental com era la protagonista a nivell personal, una amiga amb llums i ombres.
La cantant i activista estatunidenca Kathleen Hanna també participa al documental. Dona la seua visió del que li va ocórrer a Poly Styrene.
El crític de cine Jonathan Ross també contribueix al documental mitjançant la seua veu i experiència.

## Producció
El disseny de producció del film es basa en explicar les vivencias de l'artista de forma lineal en el temps, a través de tres narradors: una veu en off, la filla de l'artista i ella mateixa mitjançant entrevistes. També trobem comentaris d'altres personatges de la seua vida.
Al documental es combina aquest material sonor amb vídeos i fotografies.
Les cançons del grup de Poly Styrene també formen part de la narrativa del film ja que ajuden a introduir nous temes al documental. Podem veure-ho en la cançó Identity on la cantautora reflexiona sobre la personalitat feble i manipulable de la societat de l’època. “Et veus a tu mateixa en la pantalla de la televisió?” canta en una de les seues cançons. Al llarg del film la cantant convida a l'espectador a plantejar-se fins quin punt és autèntic.

## Estrena
El documental es va projectar per primera vegada al Glasgow Film Festival, Regne Unit, el vint-i-set de febrer de 2021.
A Espanya va arribar el nou de juny de 2021, al Festival de San Sebastián.
L'In-Edit Film Festival va projectar el documental el passat sis de novembre.

## Nominacions
BAFTA Scotland Award 2021
| Categoria         | Nominats                                           | Resultat |
| ----------------- | -------------------------------------------------- | -------- |
| Best Feature Film | Celeste Bell Paul Sng Zoe Howe Rebecca Mark-Lawson | pendent  |

British Independent Film Awards 2021
| Categoria            | Nominats                                                                           | Resultat |
| -------------------- | ---------------------------------------------------------------------------------- | -------- |
| Millor documental    | Celeste Bell Paul Sng Zoe Howe Rebecca Mark-Lawson Matthew Silverman Daria Nitsche | pendent  |
| Douglas Hickox Award | Celeste Bell Paul Sng                                                              | pendent  |
| Raindance            | Celeste Bell Paul Sng Zoe Howe Rebecca Mark-Lawson Matthew Silverman Daria Nitsche | pendent  |
| The Discovery Award  | Celeste Bell Paul Sng Zoe Howe Rebecca Mark-Lawson Matthew Silverman Daria Nitsche | pendent  |

The Grierson Trust British Documentary Award 2021
| Categoria                 | Nominats                                                                          | Resultat |
| ------------------------- | --------------------------------------------------------------------------------- | -------- |
| Millor documental musical | Celeste Bell Paul Sng Zoe Howe Rebecca Mark-Lawson Daria Nitsche Xanna Ward Dixon | pendent  |